# Puianello
Puianello (Pujanèl in dialetto reggiano) è una frazione del comune di Quattro Castella in provincia di Reggio Emilia. Denominata in precedenza Mucciatella, prima del 1872 faceva parte del Comune di Vezzano sul Crostolo 

## Geografia fisica
Frazione orientale di Quattro Castella, Puianello si trova in territorio pedecollinare (140 m s.l.m), lungo il quale corrono la strada statale 63 del Valico del Cerreto, il torrente Crostolo e il torrente Modolena.  I due corsi d'acqua formano una macchia nella quale trovano rifugio numerose specie animali, che altrimenti sarebbero difficilmente osservabili in zone così vicine a centri abitati. Alcune di queste sono comuni, come il fagiano, la lepre o il capriolo, altre decisamente più rare, come il tasso, il daino o il cinghiale, e persino protette, come il lupo, del quale sono stati osservati diversi esemplari.
Dal punto di vista ornitologico sono presenti numerose specie di uccelli, quali la tortora dal collare orientale, il merlo, il colombaccio, il pettirosso, il cuculo, il rigogolo e l’upupa. Tra questi sono avvistabili anche diversi rapaci sia diurni (come il falco pellegrino) che notturni (come l’assiolo, la civetta, l’allocco e il barbagianni).  
In ambito geologico, Puianello si trova in un territorio databile al periodo interglaciale Riss-Würm. 
Confina con i comuni di Albinea (tramite la frazione Botteghe), Vezzano sul Crostolo e Reggio Emilia (la cui frazione Rivalta è immediatamente a settentrione delle località puianellesi di Boschi e Forche).

## Storia

### Ritrovamenti fossili e Preistoria
In sedimenti del Quaternario continentale (Villafranchiano superiore) nei pressi dell'alveo del Crostolo, tra Puianello e Rivalta, sono stati rinvenuti fossili di ippopotamo (Hippopotamus amphibius), di Libralces gallicus, di Mammuthus meridionalis e di Rhinoceros etruscus, questi ultimi rinvenuti anche nel vicino Modolena insieme a fossili di Canis etruscus. Attualmente sono esposti ai Musei Civici di Reggio Emilia.
La zona di Puianello era già abitata in età preistorica: nel 1887 venne individuata presso Mucciatella una stazione dell’età del bronzo .

### Età romana
Evidenze archeologiche denotano la presenza a Puianello di un complesso risalente ai primi secoli dopo Cristo, identificato come un'aedes rustica. Gli scavi hanno consentito di individuare le fondamenta degli ambienti e i piani di frequentazione. Ne è emerso un edificio principale collegato a diverse strutture.

### Età medievale: la pieve e il castello di Mucciatella
La Pieve della Beata Vergine di Pulianellum è citata già in carte dell'898, oltre che in una bolla di papa Alessandro II del 1072. La Pieve viene anche indicata come dipendente dal vescovo di Reggio in un diploma di Ottone II del 980. Ad essa erano soggette numerose cappelle come quella di S. Giovanni di Gesso, di S. Pietro di Sedrio, di S. Michele di Salvarano, di S. Zenone nella Corte di Montecuccolo, di S. Maria di Monte Calvolo (Montecavolo), di S. Venerio di Mozzadella e di San Martino di Vezzano (Tiraboschi). Una riconferma delle chiese di Gesso, Salvarano e Montecavolo avverrà nel 1318.
L’antica chiesa della Mucciatella venne ricostruita tra il 1724 e il 1765. Il complesso risultò danneggiato da un terremoto nel 1832 e venne successivamente restaurato. La facciata dell’edificio è tripartita con un fronte centrale a capanna terminante nel frontespizio e la verticalità viene esaltata dalle lesene.
Risalendo verso la chiesa, posta su una collina che domina Puianello e ospita anche il cimitero, è possibile incrociare una maestà ottocentesca a pilastrino.
Nel territorio di Puianello si trova anche il castello della Mucciatella localizzato su Monte Gaio, collina a ovest del colle di Mucciatella, esistente almeno dal 1037, anno in cui se ne trova la prima menzione. Dapprima inserito nel circuito di difesa dei Canossa, appartenne a enti ecclesiali reggiani (tra cui il monastero di Sant'Apollonio di Canossa) così come a famiglie nobili locali (nel 1185 l'imperatore Federico Barbarossa lo donò ai Manfredi e nel 1368 il feudo venne loro riconfermato da Carlo IV di Lussemburgo). Nel 1320 il Comune di Reggio lo riedificò come baluardo nella guerra contro Sassuolo. Nel 1625 la contea di Mucciatella e Borzano, ancora in mano ai Manfredi, venne elevata a Marchesato dal Duca Cesare d'Este.
Puianello è anche nota per essere stata una casa templare: il Tiraboschi ritiene possibile che si tratti della più antica casa dell'Ordine del Tempio presente in Italia, risalendo al 1118.

## Monumenti e luoghi d'interesse
I due edifici religiosi principali sono la chiesa di Santa Maria Assunta (Architetto Quintilio Prodi, 1982),edificata per volere dell'allora Arciprete Don Provino Tedeschi e quella di Santa Maria della Mucciatella , che domina Puianello dal colle a sud-ovest. Il toponimo Puianello è recente e si riferisce al nucleo a valle nei pressi dell'intersezione tra la strada statale e la strada pedemontana. Dal nono secolo fino al 1800 tutta la frazione è denominata come Mucciatella; toponimo che ha creato diverse ambiguità in quanto nell'uso attuale è riferito solamente al colle della Chiesa antica. Molti autori contemporanei infatti attribuiscono erroneamente al sito di Mucciatella diverse emergenze che in realtà erano collocate in differenti aree della frazione. I due errori più macroscopici riguardano il castello sito in realtà sul colle di Montegaio e la casa di tradizione Templare probabilmente sita in località Cà Matta lungo il tracciato della pedemontana.  
L'affresco attualmente posizionato nell'abside della Chiesa di Santa Maria Assunta  era in origine nella cappella del castello, raffigura la Madonna in trono con il Bambino ed i SS. Pietro e Venerio ai lati. Il dipinto era stato attribuito dal Prof. D. Mariotti a Bernardino Orsi e fatto risalire ai primi anni del '500 mentre il Rev. prof. Nerio Artioli, citando Adolfo Venturi, lo riporta a Michele e a Pier Ilario Mazzola, pittori parmensi. Nel 1968 l'affresco è stato staccato, restaurato e sistemato nella villa di Montegaio di proprietà Saracchi poi dagli stessi donato alla Parrocchia di Puianello.
Fra le edicole sopravvissute sono da citare quella all'angolo dell'ex Mulino Olmi e via Sant'Orsola:nel giorno della Santa veniva un tempo recitato lì davanti il santo rosario. 
Altra edicola,risalente al XIX secolo,è quella lungo la strada che porta alla pieve di Mucciatella.
Sulla strada che da Puianello porta a Montecavolo è presente un chiesolino,dedicato a San Matteo:un tempo vi si celebrava la messa per il giorno del Santo;durante il mese di maggio vi si recita il santo rosario la sera.
Numerosi sono i monumenti contemporanei posizionati lungo le vie del centro come la Porta di Canossa.
Il monumento principale di Puianello è dedicato ai Caduti, opera di Saverio Coluccio, allievo di Umberto Mastroianni, e di Giorgio Romani. Realizzato in marmo, pietra e acciaio rappresenta una zattera dalle vele gonfie di vento, caratterizzata da un libro aperto sul quale si posa una colomba: il tutto a rappresentare la libertà e la pace.

## Cultura

### Eventi
Tradizionalmente la seconda domenica di settembre si svolge la Fiera di Puianello, dedicata tra l'altro a esposizioni nell'ambito agro-alimentare.
All'inizio del secolo scorso,quando l'economia della frazione era prevalentemente agricola,la fiera era l'occasione per gli allevatori per far sfilare il bestiame addobbato a festa e tirato a lucido,per le vie del paese.
Presenza praticamente sempre fissa,anche se dislocate negli anni in zone diverse del paese,le giostre,i cosiddetti "baracconi".
Per quasi mezzo secolo fu presente nel giorno della domenica la "Pesca di beneficenza",organizzata dall'allora Arciprete don Provino Tedeschi.
Il lunedì della fiera era dedicato ai giochi dei ragazzi nel pomeriggio e a quelli degli adulti la sera,tra cui spiccava il "tiro al collo dell'oca",poi sospeso dopo lamentele degli animalisti.

Nel corso dell’anno si celebrano anche fiere e sagre in onore delle stagioni come la Festa di Primavera  e la Festa della Castagna, che si tiene a novembre. 
La sagra dell'Assunzione e la relativa processione con la statua della Vergine,che dovrebbe svolgersi il 15 agosto,causa la concomitanza col Ferragosto, viene celebrata la prima domenica di Ottobre.
Quando Puianello era un paese prevalentemente agricolo e con un numero ridotto di passaggi degli autoveicoli, la processione si snodava lungo le vie del paese e quindi anche sulla strada statale,tra le case addobbate a festa.

## Economia
Puianello è nota per la produzione vinicola, in particolare per le uve spergola, lambrusco e ancellotta. Vini locali hanno conquistato il terzo posto, oltre al Seal of Approval, al "Decanter World Wine Awards" di Londra nel 2016, competizione cui sono stati presentati oltre 15.000 vini.

## Sport
La squadra di Basket femminile di Puianello gareggia in serie B. Esiste anche una squadra di calcio: l'U.S.D. Puianello, che milita in Seconda Categoria.